# Cuers
Cuers é uma comuna francesa na região administrativa da Provença-Alpes-Costa Azul, no departamento de Var. Estende-se por uma área de 50,53 km². Em 2010 a comuna tinha 11 697 habitantes (densidade: 231,5 hab./km²).